# Демьянов, Владимир Васильевич (министр)
Демьянов Владимир Васильевич — бывший вице-премьер-министр Украины по вопросам АПК.
Родился 19 ноября 1943
(село Ивановка, Ярмолинецкий район, Хмельницкая область) в семье колхозников; украинец; жена Елена Александровна — медсестра; сын Сергей (1974) и дочь Ирина (1968).

## Образование
Каменец-Подольский сельскохозяйственный техникум (1957—1961). Харьковский зооветеринарный институт (1967), ветеринарный врач. Высшая партийная школа при ЦК КПСС (1978).

## Трудовая деятельность
- С 1961 — заведующий Лесоводского ветеринарного участка, Городокский район Хмельницкая область.
- 01-12.1968 — служба в армии.
- 1968—1974 — главный ветврач, заместитель председателя колхоза, секретарь парткома колхоза имени Куйбышева Приморского района, Запорожская область.
- 1974—1976 — второй секретарь Приморского райкома КПУ города Запорожья.
- С 1976 — заместитель генерального директора Запорожского областного ПО мясной промышленности.
- 1978—1988 — инструктор, первый секретарь Новониколаевского райкома КПУ, Куйбышевского райкома КПУ города Запорожья.
- 05.1988-04.1992 — председатель исполкома Запорожского облсовета народных депутатов, 01.1991-04.92 — также председатель облсовета.
- 20.03.1992-10.11.1992 — Представитель Президента Украины в Запорожской области.
- 27.10.1992-01.07.1994 — Вице-премьер-министр по вопросам АПК.
- С 05.1993 — председатель Чрезвычайной комиссии по вопросам АПК Украины.

Народный депутат Украины 12(1) созыва с марта 1990 (1-й тур) до июня 1992, Бердянский избирательной окркуг № 189, Запорожская область, член Комиссии по вопросам АПК (с июня 1990).

## Награды
Орден «Знак Почета». Орден «За заслуги» III ст. (06.1997).

## Источник
- Справка Архивная копия от 5 марта 2016 на Wayback Machine